# Heartbeat in the Brain
Heartbeat in the Brain è un film documentario prodotto e diretto da Amanda Feilding, una sostenitrice della Trapanazione del cranio. È stato filmato da Joseph Mellen.

## Trama
Nel film, Feilding, al tempo del girato una studentessa di 27 anni, si trapana un foro nella sua fronte con un Trapano odontoiatrico. Nel documentario si alternano scene dell'operazione con lo studio del moto del piccione da compagnia della protagonista.

## Distribuzione e riscoperta
Nel 1978, Feilding proiettò la pellicola alla Suydam Gallery di New York. Più di uno spettatore svenne durante il climax.
Il documentario del 1998, A Hole in the Head, contiene un filmato da Heartbeat in the Brain.
Il documentario è stato a lungo creduto un film perduto, ma è stato pubblicamente proiettato all'Institute of Contemporary Arts di Londra il 28 aprile 2012.